# 鼓楼区 (福州市)
25°N 119°E / 25°N 119°E

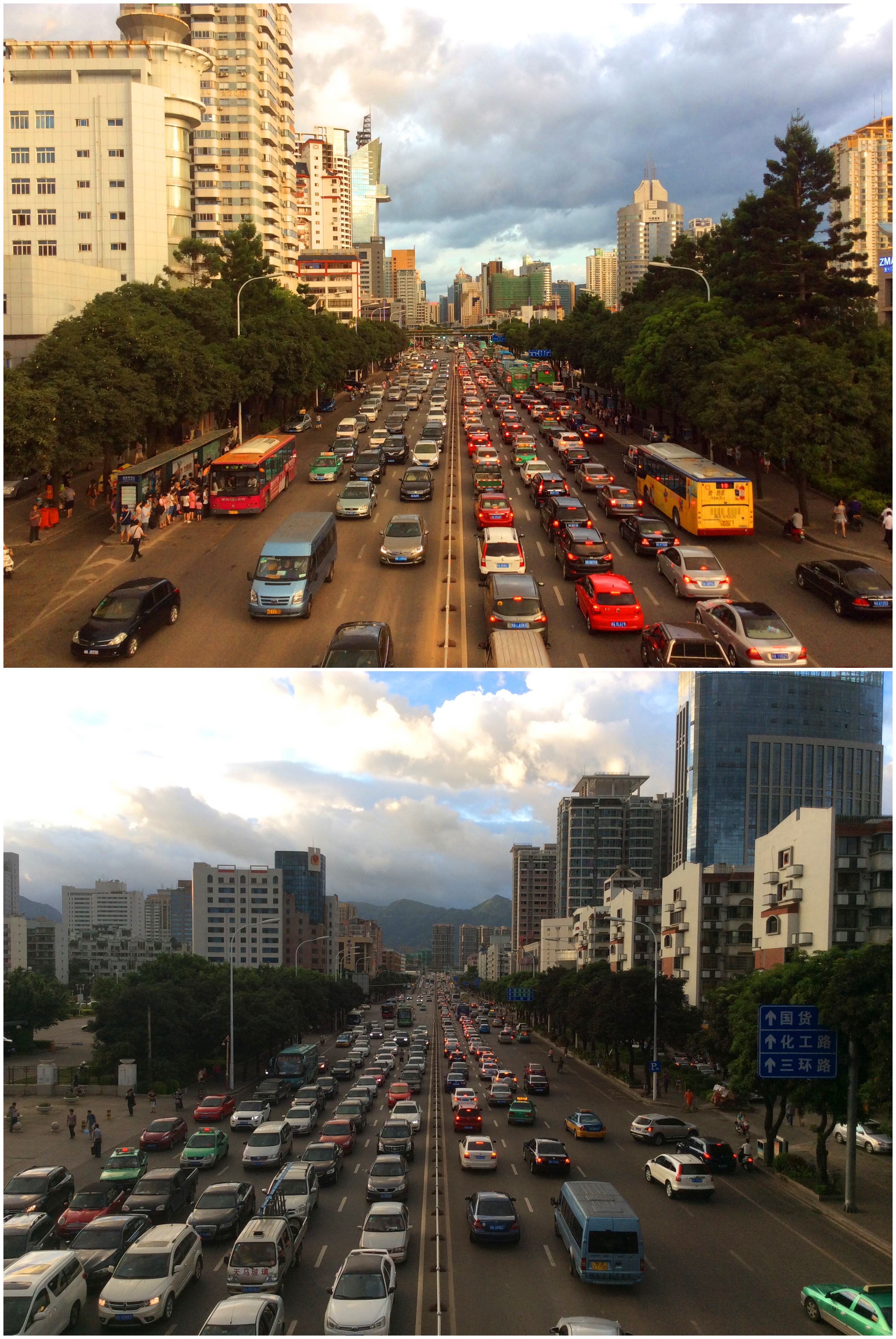
福州五四北路

鼓楼区（平話字：Gū-làu，閩拼：gu21-lau53）是中华人民共和国福建省福州市所辖的一个区。位于福州市市区西北部。

## 建置沿革
鼓楼区是闽都文化的发祥地，历史人文底蕴深厚，福州历史上六次扩城，古城7.4平方千米都在鼓楼。汉高祖五年（前202年），勾践后裔闽越王无诸在屏山和冶山之间建冶城，2200多年来，鼓楼区一直处于八闽政治、经济和历史文化舞台的中心，素有“八闽首府”之称。拥有乌山、于山、屏山、乌塔、白塔等96个重点文物保护单位。
民国35年（公元1946年）元旦，福州正式建市；同年5月，福州市在侯官縣與閩縣设鼓楼、大根两区。现今鼓楼区的北面为原鼓楼区，南面为原大根区。1949年12月25日，福建省人民政府发布训令正式核定福州市界。此时鼓楼区的西门外洪山、凤凰、陆庄三个保划给洪山区，而大根区原辖范围不变。1950年6月20日废除保甲制度试行，并于同年9月15日建立基层人民政权。此时，鼓楼区成立冶山、北大、鼓西、湖头、新民、井大、鼓东与鼓北八个居民委员会；大根区则成立了河西、安泰、南门、道山、水流、驿里、东街、东大、高桥、水部、光复与南街十二个居民委员会。1956年4月，鼓楼、大根两区合并，并成立鼓楼区。区之四至为：东起东门外康山，西至凤凰池，北起屏山，南至南门兜；此时全区总面积为12.74平方公里。
1960年2月，鼓楼区所属各街道办事处先后改制，变为街道人民公社，行政社合一之体制，而行政区域不变；就在此年，洪山人民公社划归鼓楼区。但次年4月，区内所属各街道人民公社又恢复街道办事处名称，行政区域仍然不变。同年8月，鼓楼区增辖鼓山、魁岐、岳峰、横屿等人民公社。文化大革命期间，1968年，鼓楼区改名为红卫区。所属鼓东、鼓西、华大、南街、东门、安泰、水部、东街八个街道，同时改称为红武、红湖、东方红、前卫、东风、红光、五一、红卫。次年4月，红卫人民公社划归郊区 （页面存档备份，存于）管辖。1970年2月，郊区被撤销。原洪山人民公社合并于红卫人民公社，连同新店人民公社划归红卫区。1975年2月，红卫公社划为蔬菜生产基地，直属于市革命委员会，新店公社划归郊区。文革结束后的1978年4月，红卫区复称鼓楼区。1980年1月，鼓楼区革命委员会被撤销，恢复鼓楼区人民政府名称。区内各街道革命委员会亦同时撤销，恢复原称即街道办事处。次年十月，新店公社之五四路东侧、火车站南侧、沿金鸡山顶南下接晋安河以西地区，即福州火车站一带，增设五四街道办事处，划入鼓楼区管辖，这样，鼓楼区东北面区域就扩到了火车站以北的桂山。1983至1986年间，福州大学、福建农学院、原福州军区驻地铜盘、马鞍等划归鼓楼区管辖，成为穿插在郊区辖内的鼓楼区飞地。至1995年末，全区设十个街道，一百七十四个居委会，面积22平方公里。此时鼓楼区东起连江路和鼓山乡的交界；西至杨桥新村西墙、凤凰池，与洪山乡接壤；北起福飞公路和五四路北端，与新店乡交汇；南至南门兜；西北至铜盘路、马鞍村；东北达桂山与金鸡山山脊；东南至水部状元街、群众路；西南达白马河北桥。1996年全福州市行政区划调整，鼓楼区的管辖区域被西移，东西两面以晋安河和闽江为边界，南北两面以东西河和外福铁路为边界。

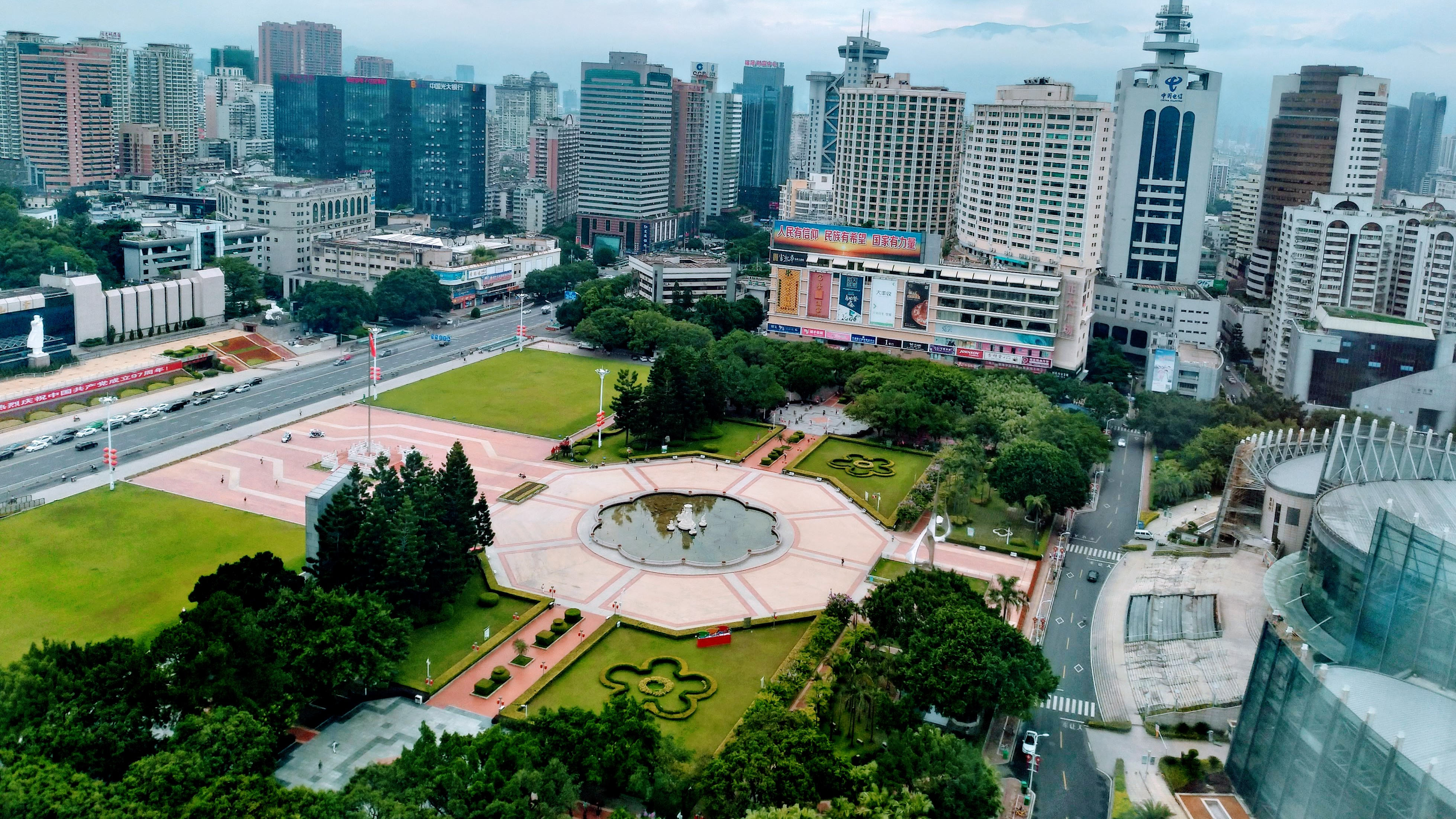
福州市五一廣場

## 行政区划
鼓楼区下辖9个街道办事处、1个镇：
鼓东街道、鼓西街道、温泉街道、东街街道、南街街道、安泰街道、华大街道、水部街道、五凤街道和洪山镇。

## 人口
2022年底，鼓樓區常住人口67.5万人。
根据第七次全国人口普查数据，截至2020年11月1日零时，鼓楼区常住人口为669090人。

## 交通

### 地铁
- 1号线：树兜站 - 屏山站 - 东街口站 - 南门兜站
- 2号线：西洋站（鼓台交界） - 南门兜站 - 水部站
- 4号线：鳳凰池站 - 陸莊站 - 西門站 - 東街口站 - 陸莊站 - 省立醫院站 - 東門站

#### 在建線路及車站
- 4号线：金牛山站
- 滨海快线：東門站 - 閩都站

## 自然环境
鼓楼区属于亚热带季风气候，温暖湿润，雨量充沛，四季常青，气候宜人，年平均气温19.6℃，年平均降水量1342.5毫米，全年无霜期326天，年平均日照数为1700~1980小时，年相对湿度77％。区内地热资源非常丰富，境内有长五公里的温泉带，被称为“千古华清第一汤”，温泉不仅水量大，水温高，并且水质好。全区的绿化覆盖率为37.2%，公共绿地占7.1平方米。

## 工业发展
该地区工业发端于秦汉时期，春秋战国冶炼遗址欧冶池遗存至今。三国吴景帝时期（公元258-264年）在现今井大路一带设置船场，由典船校尉率谪徒造船。五代时期，境内冶炼业具备相当的规模。后梁贞明四年（公元918年）王审知用1.5万公斤铜铸丈六、丈八佛像，还铸造了铝、锡、镉合金钱币。宋朝该地大规模雕版印经，并可以自制纸张，开元寺《毗卢大藏经》与于山万寿观《政和万寿道藏经》都是五六千卷的巨籍。传统手工业品，例如丝织、刺绣、漆器、寿山石雕、雨伞、文具、角梳、纸花等都具有千年历史。鸦片战争后，战乱频繁，非中国工业品大量向境内倾销，地方手工业和尚处于萌芽状态的小工业受到严重的打击，举步维艰。
20世纪50年代初，中共鼓楼区委与鼓楼区人民政府将小型分散且技术设备落后的私营企业起来，使其走合作化道路；并相继成立铁器、铸造、角梳、纺织、建筑等生产合作社。1956年三大改造期间，区内全部私营工业企业实行公私合营，绝大多数手工业工人及手工业者参加了国营或者集体企业。而在1958年“大跃进”期间，由于“全民大办工业”口号的推动，一批地方国营和集体企业相继被创办；同时街居企业开始起步。此时由于人们缺乏对经济规律认识，并将群众运动的办法代替科学管理，从而导致产值虚假增长、产品质量低劣甚至报废的后果。在20世纪60年代初，经过调整归并，部分的区属企业上调变为市管，部分的市属企业下放变为区管，而部分企业退为集体企业。在此之后，区属地方国营和集体工业企业雏形初现。到了20世纪70年代，鼓楼区已经拥有冶金、无线电、仪器仪表、电器、汽车配件、电镀、塑料、化工等一批工业企业。在中共十一届三中全会之后，20世纪80年代，大批三资企业 （页面存档备份，存于）被创办，街居工业和个体工业也有所发展。

## 条目注释
1. 1 2  郊区，即后来的晋安区[4]。
2. ↑  宋·李纲《温泉》：“玉池金屋浴兰芳，千古华清第一汤。何似此泉浇病叟，不妨更入荔枝乡。”[9]
3. ↑  中外合作经营，中外合资经营，外商合、独资经营的公司、企业之统称，是为三资企业。[17]

## 延伸阅读
- [明] 王应山. .
- [宋] 梁克家. . 1182  [2014-07-01]. （原始内容存档于2021-05-01）.
- 福建省福州市鼓楼区地方志编纂委员会. . 北京: 方志出版社. 2001  [2014-07-01]. ISBN 7-80122-626-7. （原始内容存档于2016-03-04）.
- 福建省福州市鼓楼区地方志编纂委员会. . 北京: 方志出版社. 1998  [2014-07-01]. ISBN 7-80122-400-0. （原始内容存档于2016-05-27）.
- 鼓楼区政府办. . 福州市鼓楼区人民政府. 2011-06-16  [2014-07-01]. （原始内容存档于2014-07-14）.
- 鼓楼区政府办. . 福州市鼓楼区人民政府. 2008-10-31  [2014-07-01]. （原始内容 (有声)存档于2014-07-14）.

## 内部链接
- 鎮海樓
- 八一七路
- 东街口
- 屏东
- 屏西
- 三坊七巷
- 双抛桥
- 白马河
- 崇妙保聖堅牢塔（烏塔）
- 報恩定光多寶塔（白塔）